# بوا كولومب
بوا كولومب، (بالفرنسية: Bois-Colombes)‏، هي بلدية في الضواحي الشمالية الغربية لباريس، فرنسا. تقع على بعد 9 كم (5.6 ميل) من وسط باريس. وهي واحدة من البلديات الأكثر كثافة سكانية في أوروبا. الشركات الدولية مثل كولجيت بالموليف، (آي بي إم) و(أفيفا)  لدينا ربع الفرنسية في بوا كولومبس. العمدة الحالي لبوا كولومبس، هو إيف ريفيلون.

## توأمة
لبوا كولومب اتفاقيات توأمة مع:
- نوي ألم

## أعلام
- غيلبرت ويليام
- جاك لانزمان
- كاثرين بيجن
- ميشيل روسو
- هنري بوالو
- أرماند برنارد
- زينوب غرام